# Noční hlídka (obraz)

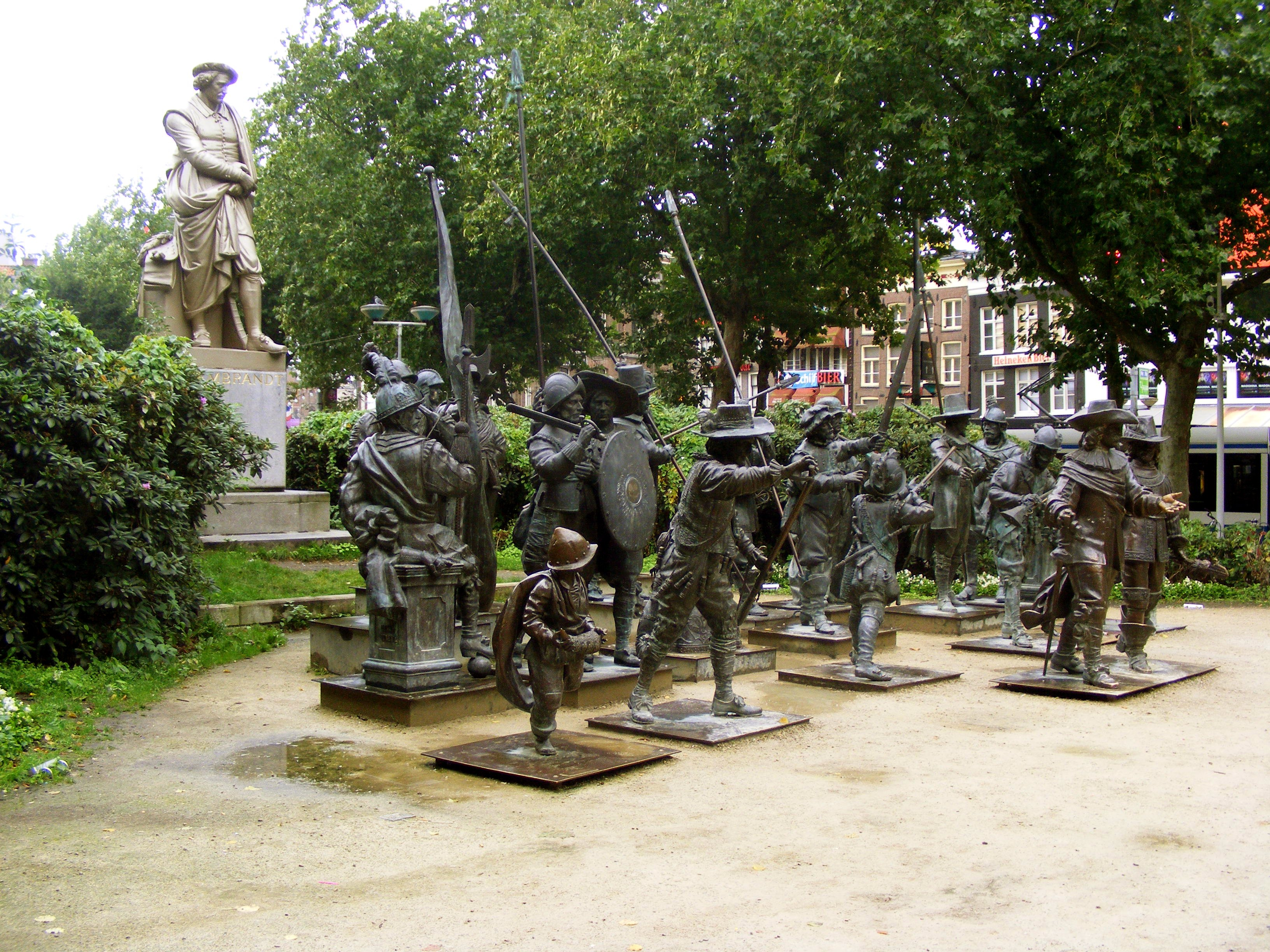
Sousoší Noční hlídka na Rembrandtově náměstí v Amsterdamu

Noční hlídka (nizozemsky De Nachtwacht, původním názvem Posádka kapitána Franse Banninga Cocqa a Willema van Ruytenburcha) je obraz holandského malíře Rembrandta van Rijn. Obraz zaujme především svou velikostí (363 × 437 cm), vynikajícím vystižením světla a stínu a přirozeným znázorněním pohybu. Rembrandt toto své vrcholné dílo dokončil roku 1642 v období vrcholu tzv. holandského zlatého věku.
Obraz zobrazuje vojenskou posádku vedenou kapitánem Fransem Banningaem Cocqem (oblečen v černém s červenou šerpou) a jeho poručíkem Willemem van Ruytenburchem. Tři nejvýraznější prvky obrazu jsou dva důstojníci v popředí a malá dívka nalevo od nich. Za ní nese vlajkonoš Jan Visscher Cornelissen posádkový prapor. Mrtvé kuře, jež má dívka upnuto opaskem k oděvu, symbolizuje poraženého protivníka a jeho pařát je symbolem vojáků bojujících s arkebuzou. Stejně tak žlutá barva jejích šatů symbolizuje vítězství. Muž před ní má na helmě dubový list, což je tradiční motiv vojáků bojujících s arkebuzou.

## Historie

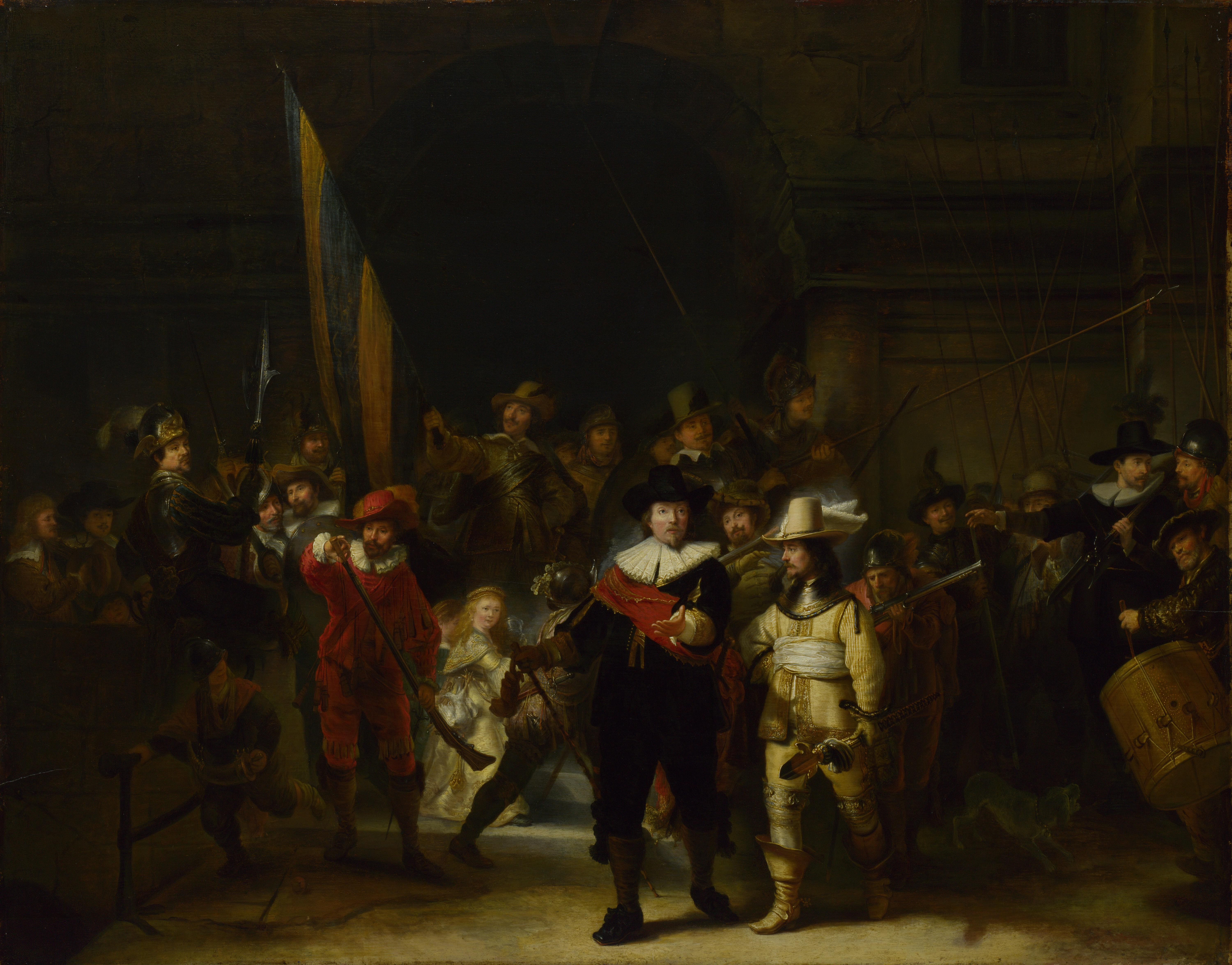
Kopie Gerrita Ludense s původním výjevem

Obecně známý název Noční hlídka vznikl pod mylným dojmem, že obraz zachycuje noční scénu. Tento dojem byl způsoben tmavým nátěrem, kterým byl obraz dodatečně natřen. Ve 40. letech 20. století byl během restaurování tento nátěr odstraněn a od té doby má obraz opět původní odstíny. Ve skutečnosti tedy obraz nazývaný Noční hlídka zachycuje scénu za jasného dne.
V roce 1715 při umisťování obrazu na amsterodamské radnici byl obraz oříznut na všech čtyřech stranách z důvodu umístění obrazu mezi dva sloupy, kam se původně nevešel. Na levé straně po oříznutí zmizely dvě postavy, na vrchní straně vrchol oblouku a dále pak balustráda a okraj schodu. Právě balustráda a schod na původním obrazu byly klíčem k vystižení pohybu. Kopie ze 17. století od malíře Gerrita Ludense ukazuje, jak toto dílo původně vypadalo. Kopie je umístěna v Národní galerii v Londýně.
Noční hlídka se kromě necitlivých zásahů stala v minulosti také obětí vandalismu. Poprvé v roce 1975, kdy byla poškozena nožem. Nůž patřil jednomu učiteli, který potom tvrdil, že ho ovládl ďábel a kapitán Franz Banning na obraze byl jeho vyobrazením. Podruhé byl poškozen v roce 1990, kdy byl obraz úmyslně polit kyselinou. Kyselina musela být okamžitě odstraněna a tak byl obraz poléván množstvím vody. Kyselina však pronikla jen svrchním ochranným lakem. Po obou těchto aktech byl obraz úspěšně restaurován.
Alternativní nebo spíše doplňující náhled, k výše uvedenému textu, na pozadí vzniku a výklad samotného obrazu nabízí film (2007) Petera Greenawaye. Tento „hraný dokument“ je evropskou koprodukcí. Hlavní roli ztvárnil britský herec Martin Freeman.
U Rembrandtovy sochy na Rembrandtplein (Rembrandtovo náměstí) v Amsterdamu u příležitosti oslav jeho 400 narozenin v roce 2006 bylo dle obrazu rozestaveno bronzové sousoší.